# Duke Mathematical Journal
Duke Mathematical Journal is een internationaal, aan collegiale toetsing onderworpen wetenschappelijk tijdschrift op het gebied van de wiskunde. De naam wordt in literatuurverwijzingen meestal afgekort tot Duke Math. J. Het wordt uitgegeven door Duke University Press, de universiteitsuitgeverij van Duke University en verschijnt 15 keer per jaar. Het tijdschrift is opgericht in 1935. Het behoort tot de 5% meest geciteerde wiskundige tijdschriften.